# Lydia Lozano
Lydia Lozano Hernández (Madrid, 12 de diciembre de 1960) es una periodista, streamer y colaboradora de televisión española especializada en la prensa del corazón. Es especialmente conocida por su participación en el programa Sálvame.

## Biografía
Nació el 12 de diciembre de 1960 en Madrid. Su familia es oriunda de El Paso, en la isla de La Palma, Canarias. Su madre se llama Sol Hernández (27 de julio de 1929-22 de abril de 2025). Se licenció como periodista en la Universidad Complutense de Madrid, siendo compañera de Pedro Piqueras. Hizo un máster de periodismo en Antena 3 Radio. Durante un tiempo trabajó de vendedora en El Corte Inglés, pero pronto fue contratada por una cadena autonómica, y comenzó así su carrera como periodista en televisión.
Tras licenciarse en Periodismo, en el año 1982 y antes de triunfar en televisión, Lydia Lozano dio los primeros pasos de su carrera en el ámbito radiofónico, concretamente en Radio Nacional de España. Después, la periodista pasó por otras cadenas como COPE o Antena 3 Radio.

### Tómbola
Lydia Lozano comenzó a adquirir cierta notoriedad en el programa Tómbola, emitido por diversas televisiones autonómicas, entre ellas Canal Nou, que producía el programa, y Telemadrid entre 1997 y 2004. En un formato posteriormente imitado por las televisiones de ámbito estatal, un grupo de tertulianos, entre los que se contaba Lozano junto a otros como Karmele o Jesús Mariñas, sometían al invitado en plató a una entrevista especialmente centrada en su vida personal. Pese a la crítica de los grupos políticos de la oposición parlamentaria a la emisión de este tipo de espacios en una televisión pública, el programa se mantuvo en pantalla durante más de siete años, ya que contó con el respaldo de la audiencia.

### Atresmedia y Mediaset
Tal fue el éxito del programa de Canal Nou, que las televisiones privadas, especialmente Telecinco y Antena 3, pronto copiaron el formato y lo incorporaron a sus respectivas parrillas, convirtiéndolo en ocasiones en la auténtica columna vertebral de su programación.[cita requerida] Contrataron también a los periodistas que hasta ese momento trabajaban en las televisiones autonómicas y fue de este modo como Lozano comenzó a aparecer ante las cámaras, primero de Antena 3, y poco después de Telecinco, concretamente en el espacio A tu lado, presentado por Emma García y en el que Lydia colaboró desde 2003 hasta su cancelación definitiva en 2007. En esta última cadena participó así mismo en las tertulias de programas como Gran Hermano (2004-2008), Gran Hermano VIP: El desafío (2004-2005), Salsa Rosa (2004-2005), La casa de tu vida (2004-2005), TNT (2006-2007), El ventilador (2007-2008), La Noria (2008-2012), y Abre los ojos... y mira (2013-2014). Desde 2009 hasta 2023 colabora en Sálvame y Sálvame Deluxe.
Además de ejercer como colaboradora, ha participado como concursante en el talent show de saltos ¡Mira quién salta! en 2013 y ha sido invitada a Killer Karaoke en 2015. También ha participado en Todo va bien, programa del access de Cuatro, en el que además de someterse en una entrevista, comentó una broma de cámara oculta que el programa le había gastado.
Como comentarista de realities, en el año 2015 compaginó su trabajo como colaboradora en Sálvame con los debates de Supervivientes y Pasaporte a la isla, en este último ejerciendo además como miembro del jurado durante las nominaciones. Repitió en 2016 en el debate de Supervivientes, además de participar como colaboradora en GH VIP 4: Límite 48 Horas y GH 17: El Debate. Durante el primer trimestre de 2017, Lozano fue colaboradora en GH VIP 5: Límite 48 Horas y en la primavera del mismo año participó en el programa  Supervivientes: Conexión Honduras, también en el papel de colaboradora. Luego, fue colaboradora en Gran Hermano Revolution: Última hora.
El 20 de noviembre de 2017 fue elegida por el público para presentar las Campanadas de fin de año 2017-2018. Acompañada por otros cuatro compañeros de Sálvame, elegidos por la dirección del programa (María Patiño, Terelu Campos, Mila Ximénez y Kiko Hernández). Esa misma noche formó parte del especial de año Sálvame Stars (junto a sus compañeros de Sálvame).
En 2018 acude como invitada a Aquí hay madroño (posteriormente, El madroño) de Telemadrid y empieza a colaborar en el programa radiofónico Valderrama y Olé de Radiolé. Además, el 20 de septiembre del mismo año, recibe el premio Aquí Televisión en la categoría de mejor colaboradora, compartiendo nominación con Eduardo Inda y Jesús Cintora. Aparte de esto, compartiría premio y nominación (en diferentes categorías) con distintas personalidades del mundo de la televisión como importantes cantantes, actrices, periodistas...
En 2019, y con motivo de los diez años en antena de Sálvame, el programa, lo celebró con la emisión de Sálvame Okupa, una fusión de dos de sus programas estrellas, donde varios colaboradores de la historia del formato (entre ellos Lydia) participaron (entre el viernes 12 y el lunes 15 de abril de 2019). Finalmente quedó como 2.ª finalista, por detrás de Víctor Sandoval.
El 20 de junio de 2020, Lydia Lozano presentó el Deluxe durante la entrevista a Belén Esteban y ocasionalmente también presentaba Sálvame Limón de 16:00 a 17:00.
En 2021 es interpretada en un papel secundario por Lala Chús en la serie de televisión Veneno, de Atresplayer Premium, dirigida por Javier Ambrossi y Javier Calvo.
En septiembre de ese mismo año resulta ganadora de los premios Aquí Televisión como mejor colaboradora, compartiendo categoría con Terelu Campos, Tamara Falcó y Valeria Vegas.
Tras el final de Sálvame y de su derivado Deluxe, dio el salto a la plataforma Netflix junto a cierta parte de sus compañeros del programa en el docu-reality Sálvese quien pueda.

### TVE
El 5 de diciembre de 2023 comenzó a ser colaboradora asidua en la sección de corazón y sociedad del programa  Mañaneros.
Durante el primer trimestre de 2024, participó en el talent show Baila como puedas, aunque en la cuarta entrega salió del formato debido a una lesión en la cadera que imposibilitó su continuación en el concurso.
En Nochebuena del 2024 participa en  Telepasión .

### Ni que fuéramos Shhh
El 15 de mayo de 2024, comenzó a colaborar en Ni que fuéramos Shhh, un espacio de entretenimiento y crónica social, emitido en directo en Canal Quickie a través de las redes sociales y plataformas de streaming.

### La venganza de la llorona
El 23 de octubre de 2024 se publicó su primer libro, titulado La venganza de la llorona en el que hace un repaso por su trayectoria profesional. .

### Mantenedora de las Fiestas de San Pedro de Güímar
En la segunda visita que los güimareros realizaron al programa Sálvame, por sus raíces canarias y su vinculación con las islas, propusieron a Lydia Lozano convertirse en mantenerdora de la Fiesta del Arte 2017. El 29 de junio de 2017, Lydia Lozano ejerció como mantenedora de la Fiesta del Arte, durante la festividad de San Pedro, dentro del día grande de las fiestas patronales de Güímar (Tenerife). Desde ese año es mantenedora y pregonera junto a su compañera Carmen Alcayde.

## Polémicas
Un momento complicado en su trayectoria profesional se produjo en septiembre de 2001 cuando se emitió el reportaje de investigación titulado La gran mentira del corazón, producido por El Mundo TV de Melchor Miralles. Para el reportaje se contrató a César Sicre, un actor desconocido que hizo creer que había mantenido un romance con la cantante mexicana Paulina Rubio. La tertuliana, dio por buena la noticia y la difundió por televisión como un hecho.
Más tristemente célebre fue el episodio del llamado "caso Ylenia Carrisi", hija de los cantantes Al Bano y Romina Power y desaparecida en Nueva Orleans en 1994. Lozano defendió durante meses, en 2005, la noticia de que Ylenia seguía viva, lo que provocó un fuerte enfrentamiento con el padre de la joven, hasta que este presentó una querella contra la comentarista. Finalmente, la periodista se vio obligada a presentar disculpas públicas. Pese a ello, fue investigada por la Comisión de Quejas y Deontología de la Federación de Asociaciones de la Prensa, que dictaminó que Lydia Lozano "hizo gala de su falta de compromiso periodístico al faltar a la verdad".

## Vida personal
Tiene dos hermanos mayores que ella, Jorge y Esther. Está casada desde el 22 de junio de 1990 con el arquitecto Carlos García-San Miguel Rodríguez de Partearroyo, conocido como "Charlie". El 20 de junio de 2015 la periodista renovó los votos matrimoniales con su marido en una íntima ceremonia con motivo del cumplimiento de 25 años de casados. Su hermano Jorge, catedrático de Periodismo de la Universidad Complutense de Madrid, falleció por COVID-19 en marzo de 2021.

## Premios
- Premio a la Mujer Mejor Calzada de España 2011 concedido por el Museo del Calzado de Elda.
- Premio Studio Televisión 2015 por su carrera periodística.
- Premio a la mejor colaboradora televisiva 2019 concedido por Aquí Tv.
- Premio a la mejor colaboradora televisiva 2020 concebido por Aquí Tv.
- Premios Nacionales FEMUR (Federación de Mujeres Rurales) Mujer 2021.

## Trayectoria

### Colaboradora de televisión
| Año             | Título                                   | Canal              | Notas                            |
| --------------- | ---------------------------------------- | ------------------ | -------------------------------- |
| 1997-2004       | Tómbola                                  | Canal Nou          | Colaboradora                     |
| 2001-2002       | De buena mañana                          | Antena 3           | Colaboradora                     |
| 2002            | A plena luz                              | Antena 3           | Colaboradora                     |
| 2002            | Confianza ciega                          | Antena 3           | Colaboradora                     |
| 2002-2007       | A tu lado                                | Telecinco          | Colaboradora                     |
| 2003-2017       | Gran Hermano: El Debate                  | Telecinco          | Colaboradora                     |
| 2004-2005       | Salsa Rosa                               | Telecinco          | Colaboradora                     |
| 2004-2005       | La casa de tu vida: El Debate            | Telecinco          | Colaboradora                     |
| 2005-2018       | GH VIP: El Debate                        | Telecinco          | Colaboradora                     |
| 2006-2007       | TNT                                      | Telecinco          | Colaboradora                     |
| 2007-2008       | Gent de Tarrèga                          | Telecinco          | Colaboradora                     |
| 2007-2008       | Hormigas Blancas                         | Telecinco          | Colaboradora                     |
| 2007-2008       | El ventilador                            | Telecinco          | Colaboradora                     |
| 2007-2012       | La Noria                                 | Telecinco          | Colaboradora                     |
| 2009-2023       | Sálvame                                  | Telecinco          | Colaboradora                     |
| 2009-2023       | Deluxe                                   | Telecinco          | Colaboradora e invitada          |
| 2011-2022       | Supervivientes: Conexión Honduras        | Telecinco          | Colaboradora                     |
| 2013 2014       | Abre los ojos... y mira                  | Telecinco          | Colaboradora                     |
| 2015            | Pasaporte a la isla                      | Telecinco          | Colaboradora                     |
| 2015            | Gran Hermano 16: Límite 48 Horas         | Telecinco          | Colaboradora                     |
| 2016; 2020-2021 | Sálvame Limón                            | Telecinco          | Presentadora sustituta           |
| 2011-2018       | Gran Hermano VIP: Límite 48 Horas        | Telecinco          | Colaboradora                     |
| 2017            | Gran Hermano Revolution: Última hora     | Telecinco          | Colaboradora                     |
| 2017-2018       | Campanadas Fin de Año y Sálvame Stars    | Telecinco / Cuatro | Presentadora                     |
| 2020            | El debate de las tentaciones             | Telecinco          | Colaboradora                     |
| 2020            | La última cena                           | Telecinco          | Colaboradora                     |
| 2020            | Sábado Deluxe                            | Telecinco          | Presentadora sustituta ocasional |
| 2020            | Hormigas blancas                         | Telecinco          | Colaboradora                     |
| 2021            | Mujeres y hombres y viceversa            | Cuatro             | Opinionista                      |
| 2021            | Rocío, contar la verdad para seguir viva | Telecinco          | Colaboradora                     |
| 2021            | La última cena 2                         | Telecinco          | Colaboradora                     |
| 2022            | Secret Story: La Casa de los Secretos    | Telecinco          | Colaboradora                     |
| 2022            | Montealto: Regreso a la casa             | Telecinco          | Colaboradora                     |
| 2022            | En el nombre de Rocío                    | Telecinco          | Colaboradora                     |
| 2023-2024       | Lazos de sangre                          | La 1               | Colaboradora                     |
| 2023-2025       | Mañaneros                                | La 1               | Colaboradora                     |
| 2024-2025       | Ni que fuéramos Shhh                     | Canal Quickie Ten  | Colaboradora                     |
| 2024            | D Corazón                                | La 1               | Colaboradora invitada            |
| 2025            | La familia de la tele                    | La 1               | Colaboradora                     |

### Participante
| Año                  | Título                | Canal     | Notas        | Posición final      |
| -------------------- | --------------------- | --------- | ------------ | ------------------- |
| 2013                 | ¡Mira quién salta!    | Telecinco | Concursante  | 5.ª eliminada       |
| 2015-2016; 2022-2023 | Sálvame Fashion Week  | Telecinco | Participante | —                   |
| 2019                 | Sálvame Okupa         | Telecinco | Concursante  | 2.ª finalista       |
| 2020                 | La última cena        | Telecinco | Concursante  | 4.ª clasificada     |
| 2021                 | La última cena 2      | Telecinco | Concursante  | 2.ª finalista       |
| 2022                 | Los miedos de...      | Cuatro    | Participante | —                   |
| 2022                 | Sálvame Mediafest     | Telecinco | Concursante  | 3.ª clasificada     |
| 2022                 | Mediafest Night Fever | Telecinco | Concursante  | 2.ª expulsada       |
| 2023-2024            | Sálvese quien pueda   | Netflix   | Participante | —                   |
| 2024                 | Baila como puedas     | La 1      | Concursante  | Abandono por lesión |
| 2024                 | Telepasión            | La 1      | Participante | —                   |

### Invitada
| Año       | Título                        | Notas                            |
| --------- | ----------------------------- | -------------------------------- |
| 1993-1995 | Hablando se entiende la gente | Invitada y colaboradora          |
| 2003      | Gran Hermano                  | Invitada                         |
| 2004      | Miss España                   | Jurado e invitada                |
| 2005-2008 | Aquí hay tomate               | Invitada                         |
| 2006      | Esta cocina es un infierno    | Invitada                         |
| 2013      | Las bodas de Sálvame          | Invitada                         |
| 2015      | Todo va bien                  | Invitada                         |
| 2015      | Killer Karaoke                | Invitada                         |
| 2015-2019 | Cazamariposas                 | Invitada                         |
| 2017      | Cámbiame VIP                  | Invitada                         |
| 2017      | Viva la vida                  | Invitada                         |
| 2017      | Informativos Telecinco        | Entrevistada                     |
| 2018      | Las Campos                    | Comentarista e invitada          |
| 2018      | El madroño                    | Invitada                         |
| 2019      | Todo es mentira               | Invitada                         |
| 2019      | Bien me sabe                  | Invitada                         |
| 2019      | Socialité                     | Invitada, 4 programas            |
| 2019      | Viva la vida                  | Invitada, 2 programas            |
| 2019      | Gran Hermano Dúo              | Invitada                         |
| 2020      | La habitación del pánico      | Invitada                         |
| 2020      | Mi casa es la tuya            | Invitada                         |
| 2021      | Mujeres y hombres y viceversa | Invitada                         |
| 2021      | Todo es mentira               | Invitada                         |
| 2021      | Alta tensión                  | Invitada                         |
| 2021      | El concurso del año           | Invitada junto a Boris Izaguirre |
| 2021      | Nadie al volante              | Invitada                         |

### Películas
| Año  | Título                    | Director         | Personaje | Notas      |
| ---- | ------------------------- | ---------------- | --------- | ---------- |
| 2005 | Desde que amanece apetece | Antonio del Real | Lydia     | Secundario |

### Series de televisión
| Año  | Título    | Canal     | Personaje | Notas       |
| ---- | --------- | --------- | --------- | ----------- |
| 2013 | Esposados | Telecinco | Lydia     | 2 episodios |

### Podcast
| Año  | Título                    | Canal   | Notas                                                  |
| ---- | ------------------------- | ------- | ------------------------------------------------------ |
| 2022 | Nos hemos liado           | Mtmad   | Invitada, presentado por Nagore Robles y Alba Carrillo |
| 2024 | Superlativas              | YouTube | Invitada, presentado por Carlota Corredera             |
| 2024 | Chico de revista          | YouTube | Invitada, presentado por Arnau Martínez                |
| 2025 | Poco se habla, el podcast | YouTube | Invitada, presentado por Xuso Jones y Ana Briten       |

## Radio
- Radio Nacional de España
- COPE
- Antena 3 Radio
- Radio Nou
- Radiolé

## Trabajos publicados
- La venganza de la llorona (Ed. La Esfera de los libros, 2024). ISBN 9788413849225